# كارلوس تشاكانا
كارلوس تشكانا (קרלוס צ'קאנה؛ وُلد في 23 يونيو 1976) هو لاعب كرة قدم محترف أرجنتيني-إسرائيلي، يلعب في مركز الجناح لصالح فريق أغودات هاماختيش.

## السيرة الذاتية
ولد في سان ميغيل دي توكومان ونشأ في محافظة توكومان بالأرجنتين، على يد والدته وجده، بعد أن غادر والده عندما كان طفلاً. يقول إنه كان يقرأ دعاءً لجده بعد كل هدف يسجله. بدأ تشكانا لعب الكرة في الحي والبطولات المحلية، لكنه تردد في الانضمام إلى نادٍ لأنه لم يكن يملك حذاءً رياضياً.

## المسيرة

### البداية في الأرجنتين
في سن 16، بدأ التدريب مع نادي سان مارتين دي توكومان، بعد إصرار من جده. زوده النادي بالأحذية الرياضية والتنقل أحيانًا. لعب أول مباراة احترافية عام 1997، وسجل الأهداف تدريجياً حتى لفت أنظار مسؤولي ريفر بليت خلال مباراة ضد أتلتيكو توكومان. انتقل بعدها مباشرة إلى بوينس آيرس.
لقبه لاعبو ريفر بـ"البوريتو دي توكومان" لتشابهه مع أرييل أورتيغا. لكنه لم يتمكن من اللعب بالدوري المحلي لانضمامه في منتصف الموسم، وشارك فقط في كوبا ليبرتادوريس. وبعد تعيين رامون دياز مدربًا، انتقل إلى كيلميس.

### الكويت
بعد فترة قصيرة في كيلميس، انتقل إلى العربي الكويتي، لكن مغامرته هناك توقفت بسبب غزو العراق.

### إسرائيل
في 2003، انضم إلى هبوعيل نازاريت عليت في ليغا أرتسيت. قال له المسؤولون إنه سيحصل على امتيازات كمهاجر جديد بسبب يهودية زوجته "بريسيلا رادوسكي". لم يكن راغبًا بالهجرة بدايةً، ثم اقتنع لاحقًا. وبعد موسم واحد فقط، غادر نازاريت عليت وعاد إلى الأرجنتين، لكنه رجع مرة أخرى لإسرائيل ليثبت نفسه، وانضم إلى هبوعيل أشكلون بواسطة وكيل إسرائيلي.
في أشكلون، أصبح محبوب الجماهير ولُقب بـ"إل لوكو ليندو"، وبلغ الفريق نصف نهائي كأس الدولة وصعد إلى ليغا لئوميت.
ثم لعب مع هبوعيل كفار سابا، وبعدها إيروني كريات شمونه. ثم وقع عقدًا بـ50,000 دولار مع هبوعيل رمات غان رغم عرض من إف سي أشدود، لأن مشجعًا للفريق تعهد بدفع تكاليف علاج ابنه المصاب باللوكيميا.
بعد نهاية عقده، خضع لتجربة غير ناجحة مع مكابي بيتاح تكفا، ثم انتقل إلى سلوفينيا ليلعب مع سيلجيه وسجل في أول مباراة له ضد ماريبور. عائلته بقيت في إسرائيل للعلاج في مركز شيبا الطبي.

## الإنجازات
مع هبوعيل أشكلون
- ليغا أرتسيت: 2004–05
- كأس توتو أرتسيت: 2004–05

مع هبوعيل رمات غان
- ليغا أرتسيت: 2006–07
- كأس توتو أرتسيت: 2006–07
- ليغا لئوميت: 2011–12
- كأس توتو لئوميت: 2011
- كأس الدولة: 2013

مع العربي الكويتي
- بطولة الأندية الخليجية: 2003

فردية
- هداف ليغا أرتسيت: 2004–05

## روابط خارجية
- قالب:BDFA
- إحصائيات اللاعب في الدوري السلوفيني

قالب:تصنيف افتراضي:تشكانا، كارلوس